# Bursuceni, Sîngerei
Bursuceni este satul de reședință al comunei cu același nume  din raionul Sîngerei, Republica Moldova.

## Etimologie
Numele satului Bursuceni reprezintă un derivat cu suf. -eni de la antroponimul Bursuc, având semnificația onimică „locuitori de pe moșia (sau din satul) lui Bursuc”.
În județul Suceava, România, există o localitate cu denumire identică - Bursuceni.

## Toponimie
Microtoponimie locală: Boldureni, Burluiasca, Coturile, Dealul șel Mare, Deasupra Satului, Delnița, Drumul Galbăn, Fântâna Gorițoaiei, Gârbeasca, Hleoanca, Hotarul, La Movilă, Muchia Zâmbroii, Mititeii, Podișul, Ponoarele, Rădiul, Râpa Izvorului, Sarabeiul, Sporiul, Toloaca, Trăndaful, Urăcheasca, Vale lui Mălai, Valea Stânii, Valea Zâmbroii.

## Istorie
Pe teritoriul satului Bursuceni a fost descoperită o așezare din perioada culturii Dridu (secolele IX-XI).
Localitatea este menționată documentar pentru prima dată cu numele Găunoasa, într-un document din timpul domniei lui Petru Șchiopul care întărește lui Grozav părți din satele de pe Ciulucul Mic:
„Din mila lui Dumnezeu, noi Io Petru voievod, domn al Țării Moldovei. Facem cunoscut cu aceasta carte a noastră, tuturor celor ce o vor vedea sau o vor auzi cetindu-se, ca au venit înaintea noastră și înaintea tuturor boierilor noștri moldoveni, mari și mici, slugile noastre Andronic și fratele lui, Gavril și sora lor Nastea, fiii Mirușcii, nepoții lui Toma, de bunăvoia lor, nesiliți de nimeni, nici asupriți și au vândut dreapta lor ocină și dedină din privilegiul de danie ce a avut bunicul lor Toma dela Ștefan voievod cel Bătrân, din a patra parte de sat din Găunoasa, ce este pe Ciulucul Mic, la gura Găunoasei, în fața Dumbrăviței, două părți, părțile de jos, acestea le-au vândut slugii noastre Grozav, pentru o sută și douăzeci de zloți tătărești.

...

Iar pentru mai mare putere și întărire a tuturor celar mai sus scrise, am poruncit credinciosului și cinstitului nostru boier, pan Stroici mare logofăt, să scrie și sa lege pecetea noastră la această adevărata carte a noastră.

A scris Ieremia Băseanul în Iași, în anul 7095 <1586-87> .... [luna și ziua lipsă în original]”
Ulterior, slobozia a fost denumită după numele moșierului. Cu denumirea actuală, satul Bursuceni al postelnicelului Dimitrachi Hermezeu apare în documente începând cu anul 1789, într-o mărturia hotarnică a unui ogor din moșia Flămânzeni, ținutul Iași, întâlnindu-se paralel în actele scrise și numele moșiei Găuzenii/Găozani.
În anul 1803, la Recensământul realizat la ordinul domnitorului Alexandru Moruzi, în satul Bursuceni au fost înregistrate 28 gospodării birnice care plăteau în total 256 lei anual. Moșia aparținea postelnicului Dumitru Hermeziu, boier de origine greacă.
În 1808, vistiernicul Alexandru Balș face schimb de sate cu stolnicul Ioan Cheșcul, dându-i moșia Găuzănii ce este între Bursuceni și între Brădeni, în ținutul Iașii și ia de la Chescul părțile ce le are în moșia Valea Rangului, peste Prut la Lăpușna. În danie se zice că după hotărnicia lui Gheorghe Tăutul, vornicul de poartă, datată cu 7 decembrie 1799, satul Bursuceni este tot Găuzeni, astfel se atestă contopirea moșiilor.
La recensământul din anul 1817, în Bursuceni au fost numărați 1 preot, 1 dascăl, 34 de gospodării (capi de familie), 2 văduve și 3 burlaci. În total 39 de bărbați și 2 femei văduve/ Moșia satului aparținea boierului Mihai Hermezeu. Pământ arabil, pășuni și fânaț îndestulat, exista 1 iaz.
În anul 1855, populație satului Bursuceni era alcătuită din 200 moldoveni și 15 ruteni.
Datele statistice din 1859 indică 40 curți, 130 bărbați și 124 femei.
În anul 1870 au fost înregistrate 40 case, 120 bărbați și 116 femei. Locuitorii aveau 35 cai, 190 vite, 266 caprine și ovine. Peste 5 ani, în 1875, erau deja 56 de case, 129 bărbați și 105 femei. Numărul animalelor deținute a crescut la 39 cai, 145 vite, 1010 capre și oi.
În anul 1886 satul Bursuceni de pe malul râului Ciuluc, avea 58 de curți, 300  locuitori și biserică ortodoxă.
Conform Dicționarului geografic al Basarabiei din 1904, în satul Bursuceni din volostea Cornești, erau 64 de case; populațiunea 726 suflete; țăranii posedau pământ 456 desetine. Împrejurul satului erau păduri, vii și livezi.
Anuarul Eparhiei Chișinăului și Hotinului din 1922, ne oferă următoarele date cu privire la satul Bursuceni: Biserica Sfântul Neculai, zidită la 1869 din lemn; 110 gospodării de naționalitate română. Paroh preot al satului era Gheorghe Popovici, de 37 ani; cu examen de preoție; în serviciu de cântăreț de la 1905 și ca preot de la 1918. Cântărețul bisericii locale era Serafim Guțu, de 78 ani; cu pract.; în serviciu de la 1879.
În 1923, în satul Bursuceni exista o gospodărie boierească (6 case locuite), cooperativă de consum „Unirea Moldovenilor” (1912), școală primară mixtă, biserică ortodoxă, poștă rurală, primărie, 1 cârciumă.
În 1924, primarul Bursucenilor este Gherman Pavel; notar - Sattingher Iosif; învățător - Rusu Ion; 1 cârciumar (Cogan Leib), societatea cooperativă de consum „Tovărășia”. Mari proprietari de moșii: Michailoff Serghie (Zimbroaia 114 ha.); Michailoff Maria (Valea lui Mălai 100 ha.).
La recensământul general al populației din 1930, în satul Bursuceni din plasa Slobozia-Bălți, au fost înregistrați 583 locuitori, inclusiv 573 români; 1 ungur; 1 rus; 1 polonez și 7 evrei.
La mijlocul perioadei interbelice, satul Bursuceni făcea parte din judecătoria de ocol Chișcăreni, tribunalul Bălți. În sat activau 1 școală primară, 1 cârciumă (Tâureanu Ion), 2 cizmari (Fiorea L., Scripcaru Milian), agricultori -  Mihailov S. C.

## Personalități
- Leonida Lari (n. 1949 - d. 2011) - scriitoare, activistă.
- Leonard Tuchilatu (n. 10 noiembrie 1951 - d. 4 noiembrie 1975) - poet și prozator din Basarabia.